# Quand je serai grande je te tuerai
Pour plus de détails, voir Fiche technique et Distribution.
Quand je serai grande je te tuerai  est un téléfilm français en deux parties réalisé par Jean-Christophe Delpias. Il est diffusé pour la première fois, en Suisse, le 28 juin 2017 sur RTS Un, en Belgique, le 14 septembre 2017 sur La Une, en France, le 9 octobre 2017 sur TF1, adapté de la mini-série britannique Undeniable (en).

## Synopsis
La mère de Jeanne, 7 ans, est assassinée sur une plage. L'enfant a aperçu l'assassin. Devenue elle-même mère d'une petite fille, elle est persuadée qu'un médecin réputé, croisé par hasard, est l’assassin de sa mère. Elle le signale à la police. La policière, Alice, qui avait mené l’enquête sur ce meurtre, 24 ans plus tôt, reprend en charge le dossier juste avant de partir en retraite. Depuis le drame qui l'a traumatisée, Jeanne a déjà cru reconnaitre plusieurs fois, à tort, l'assassin de sa mère.  Ses proches pensent qu'il en est encore de même. Cependant, cette-fois-ci, Alice découvre des détails troublants dans la vie du médecin. Contre l'avis de sa hiérarchie, elle approfondit les recherches.

## Fiche technique
- Titre français : Quand je serai grande je te tuerai
- Réalisation : Jean-Christophe Delpias
- Scénario original : Chris Lang
- Scénario : Delphine Labouret, Didier Le Pêcheur
- Musique : André Dziezuk
- Pays : France
- Dates de premières diffusions :
  -  Suisse : 28 juin 2017 sur RTS Un
  -  Belgique : 14 septembre 2017 sur La Une
  -  France : 9 octobre 2017 sur TF1

## Distribution
- Laëtitia Milot : Jeanne Guerin et sa mère
- Marie-Anne Chazel : Alice Marconi, la policière
- Antoine Duléry : Alexandre Chevin, le médecin
- Nicolas Gob : Marc Guerin, le mari de Jeanne
- Lionnel Astier : Paul Richer, le père de Jeanne
- Fleur Geffrier : Marion Chevin
- Samy Gharbi : Lieutenant David Roman.

## Tournage
Ce téléfilm est tourné sur l'Île de Ré, à La Rochelle et à Royan en février 2017,.

## Audience
Le téléfilm a rassemblé 6,31 millions de téléspectateurs, soit 25,0 % pour la première partie. La seconde partie a rassemblé 5,77 millions de téléspectateurs, soit 28,2 % du public.

## Accueil critique
Moustique qualifie le téléfilm de « sympathique divertissement policier » et salue le « casting prestigieux » porté par « l'étoile montante de la télévision française », Laëtitia Milot. Avis partagé par Julia Baudin dans Le Figaro.fr pour qui c'est un beau film « porté par une pléiade de grands comédiens, dont Laëtitia Milot, transformée par son rôle ». Pour Pierre Ancery, dans Télérama, c'est l'interprétation d'Antoine Duléry « ambigu à souhait » qui relève une mise en scène et des dialogues manquant d'originalité.